# Ечэн (древний Китай)

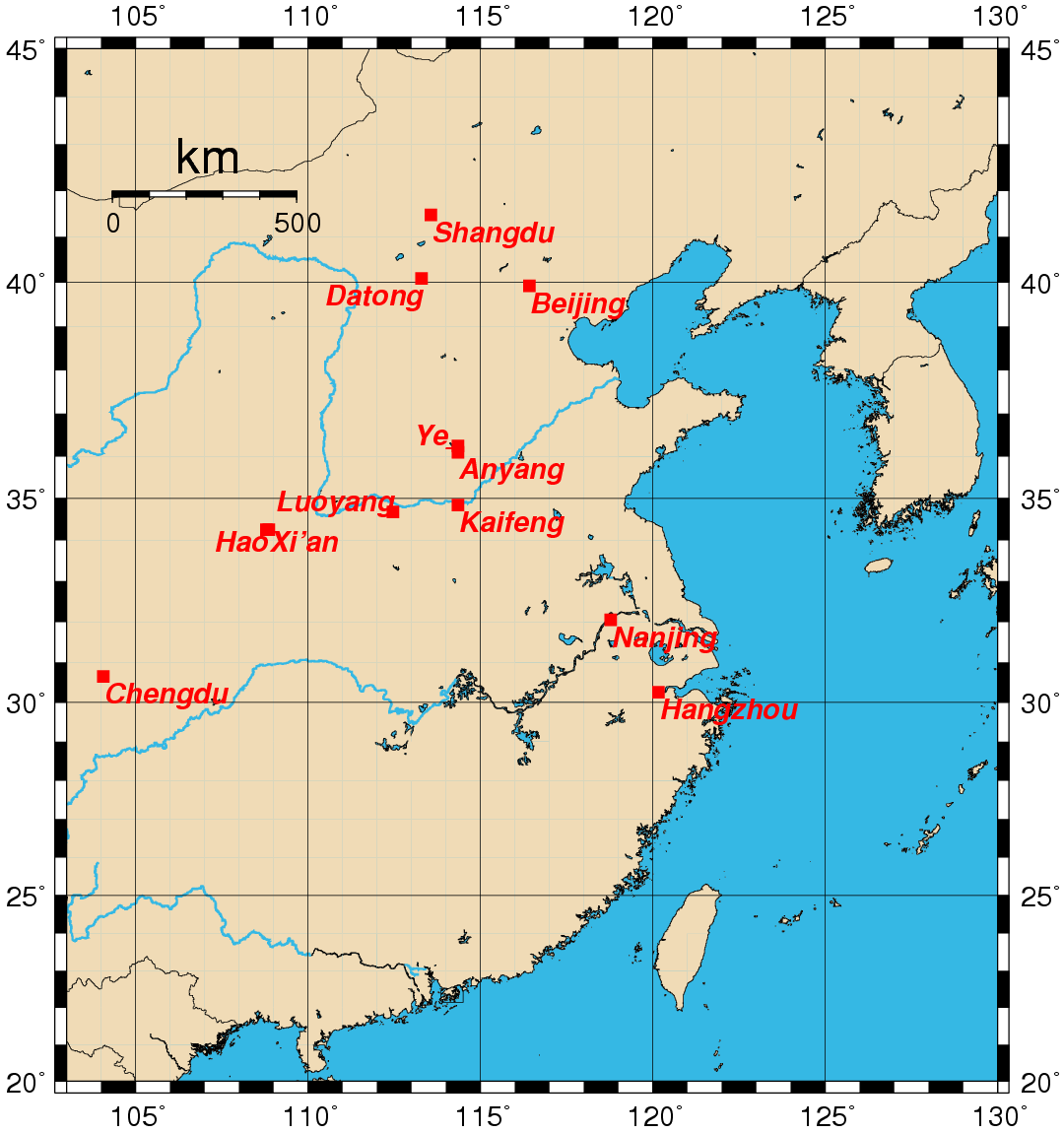
Город Е среди прочих исторических столиц китайских государств

Ечэн (кит. трад. 鄴城, упр. 邺城, пиньинь Yèchéng, буквально: «город Е») — древний китайский город, служивший столицей ряда государств; находился на территории современного уезда Линьчжан городского округа Ханьдань провинции Хэбэй.
Город был построен в период Вёсен и Осеней циским Хуань-гуном, в период Сражающихся царств входил в состав царства Вэй.
В последние годы существования империи Хань город стал оплотом Юань Шао. В 209 году город был взят Цао Цао который, получив в 213 году титул Вэйского гуна (魏公), разместил здесь свою резиденцию.
В 335 году в Ечэн была перенесена столица государства Поздняя Чжао, уничтоженного в 351 году. Затем здесь на короткое время возникло государство Жань Вэй, которое было захвачено Ранней Янь, также сделавшей Ечэн своей столицей.
После того, как в конце V века империя Северная Вэй раскололась на Западную Вэй и Восточную Вэй, Ечэн был столицей Восточной Вэй и сменившей её империи Северная Ци. В 580 году город стал базой восставшего против Северной Чжоу Юйчи Цзюна, и разгромивший его регент империи Ян Цзянь (вскоре после этого основавший империю Суй) сжёг город дотла.